# Adair Village
Adair Village est une municipalité américaine située dans le comté de Benton en Oregon. Lors du recensement de 2010, sa population est de 840 habitants. La municipalité s'étend sur 0,23 milles carrés (0,6 km2).

## Histoire

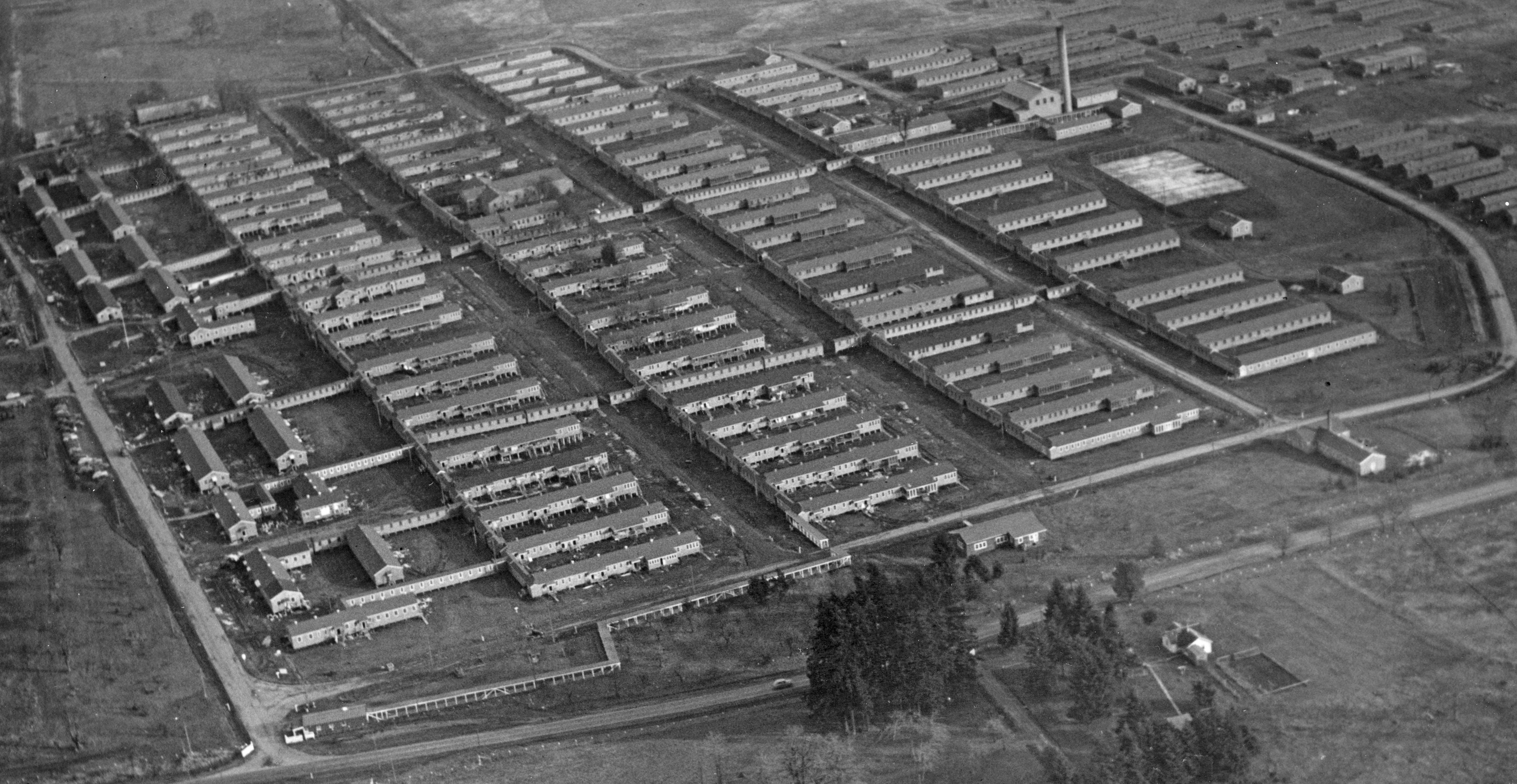
L'hôpital du Camp Adair.

Durant la Seconde Guerre mondiale, un camp de l'armée de terre des États-Unis est implanté près du village actuel, le Camp Adair. Construit en six mois après l'attaque de Pearl Harbor, le camp accueille jusqu'à 40 000 habitants et devient la deuxième localité la plus peuplée de l'Oregon. Il est progressivement abandonné après la fin de la guerre. Adair Village est formée à partir d'une partie du Camp Adair et devient une municipalité en 1976.